# Тоні Джонсон (веслувальник)
Тоні Джонсон (англ. Tony Johnson, 16 листопада 1940) — американський академічний веслувальник.
Срібний призер Олімпійських Ігор 1968 року в складі розпашної двійки без стернового, учасник 1964 року.
Переможець Панамериканських ігор 1967 року в складі розпашної двійки без стернового.
Чемпіон Європи 1967, 1969 років у складі розпашної двійки без стернового, бронзовий призер 1965 року в складі вісімки.